# Phymaphora californica
Phymaphora californica is een keversoort uit de familie zwamkevers (Endomychidae). De wetenschappelijke naam van de soort werd in 1880 gepubliceerd door George Henry Horn.